# مطار عيون العتروس
مطار عيون العتروس (إياتا:AEO، إيكاو:GQNA) هو مطار يقع في عيون العتروس بموريتانيا، يبعد عن وسط المدينة بـ 7 كلم، ويتوفر المطار على مدرج معبد وعلى محطة جوية بمساحة 330 متر مربع، وتبلغ الطاقة الاستعابية للمطار 15 ألف مسافر في السنة.

## تاريخ
أنشئ المطار في سنة 2005.